# Tivoli

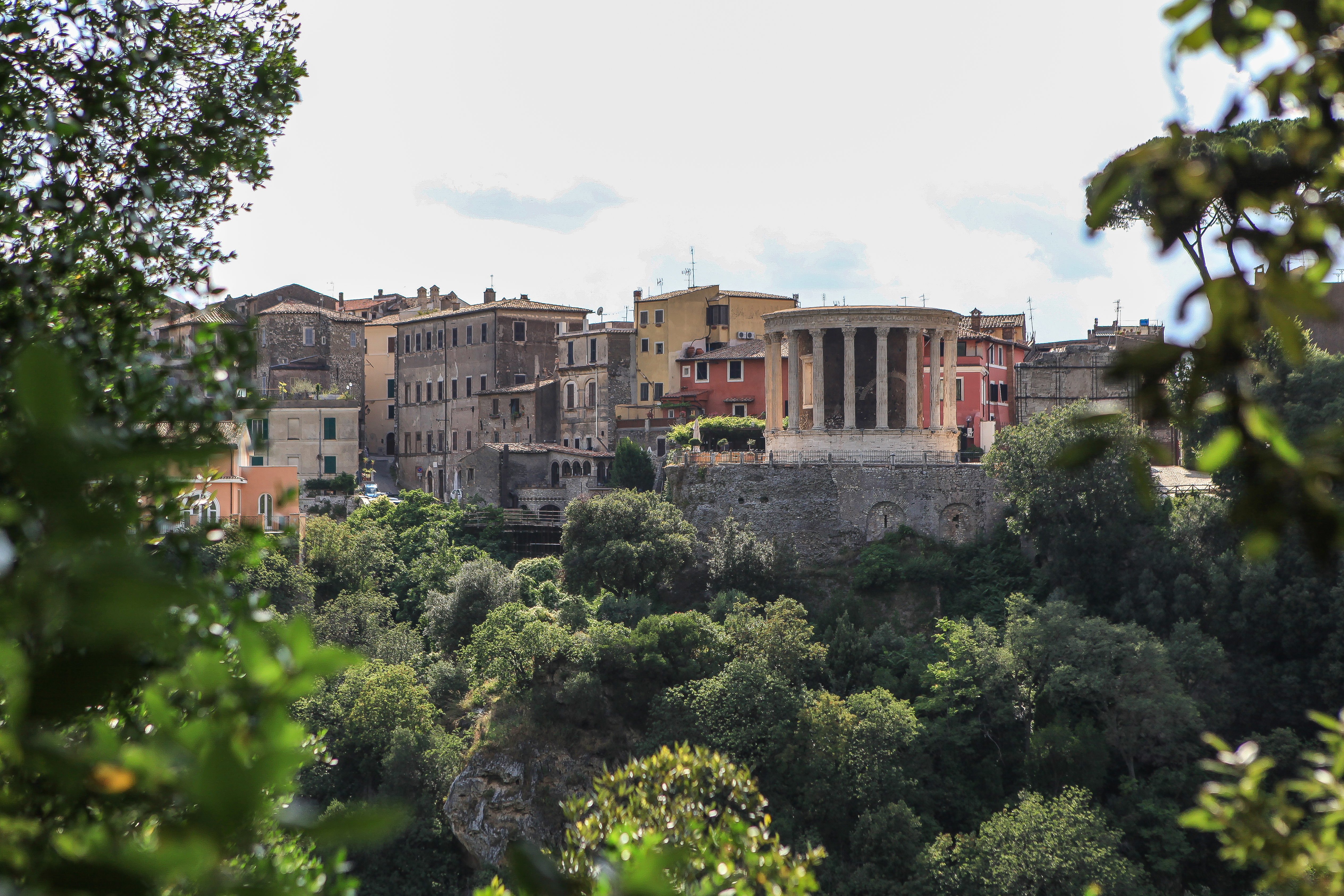
Tivoli, província de Roma - Itália.

Tivoli  (Tí-vo-li; em latim: Tibur) é uma comuna da província de Roma, na região do Lácio, na Itália. Possui cerca de 46 364 habitantes. Estende-se por uma área de 68 quilómetros quadrados. Possui uma densidade populacional de 682 habitantes por quilómetro quadrado. Faz fronteira com Castel Madama, Guidonia Montecelio, Marcellina, Roma, San Gregorio da Sassola, San Polo dei Cavalieri, Vicovaro.

## História
Tivoli orgulha-se de ser mais antiga que a cidade de Roma. Segundo o historiador Dionísio de Halicarnasso, foi fundada pelos aborígenes através do ritual da fonte sagrada (em latim, ver sacrum), que consistia na partida de um grupo de jovens de uma cidade para fundar uma nova cidade. Na Antiguidade, a cidade era chamada de Tibur. Foi chamada por Virgílio de Tibur Superbum ("Tibur Orgulhosa") na Eneida (livro VII). Esse último nome está inscrito no atual brasão da cidade.
Foi conquistada por Roma no século IV a.C. Ganhou o título de município romano no século I a.C. A partir do final da era republicana (509 a.C.-27 a.C.), a cidade começou a abrigar muitas vilas de romanos ricos. A mais célebre delas foi a Vila Adriana, construída no século II para o imperador Adriano.
Em 1550, o cardeal Hipólito II d'Este foi nomeado governador de Tivoli. Ele iniciou a construção da célebre Villa d'Este, construção esta que seria continuada por seus sucessores Luigi d'Este e Alessandro d'Este.
No fim dos anos 1970 tornou-se uma cidade industrial, com grande população operária e de forte tendência política de esquerda.

## Demografia

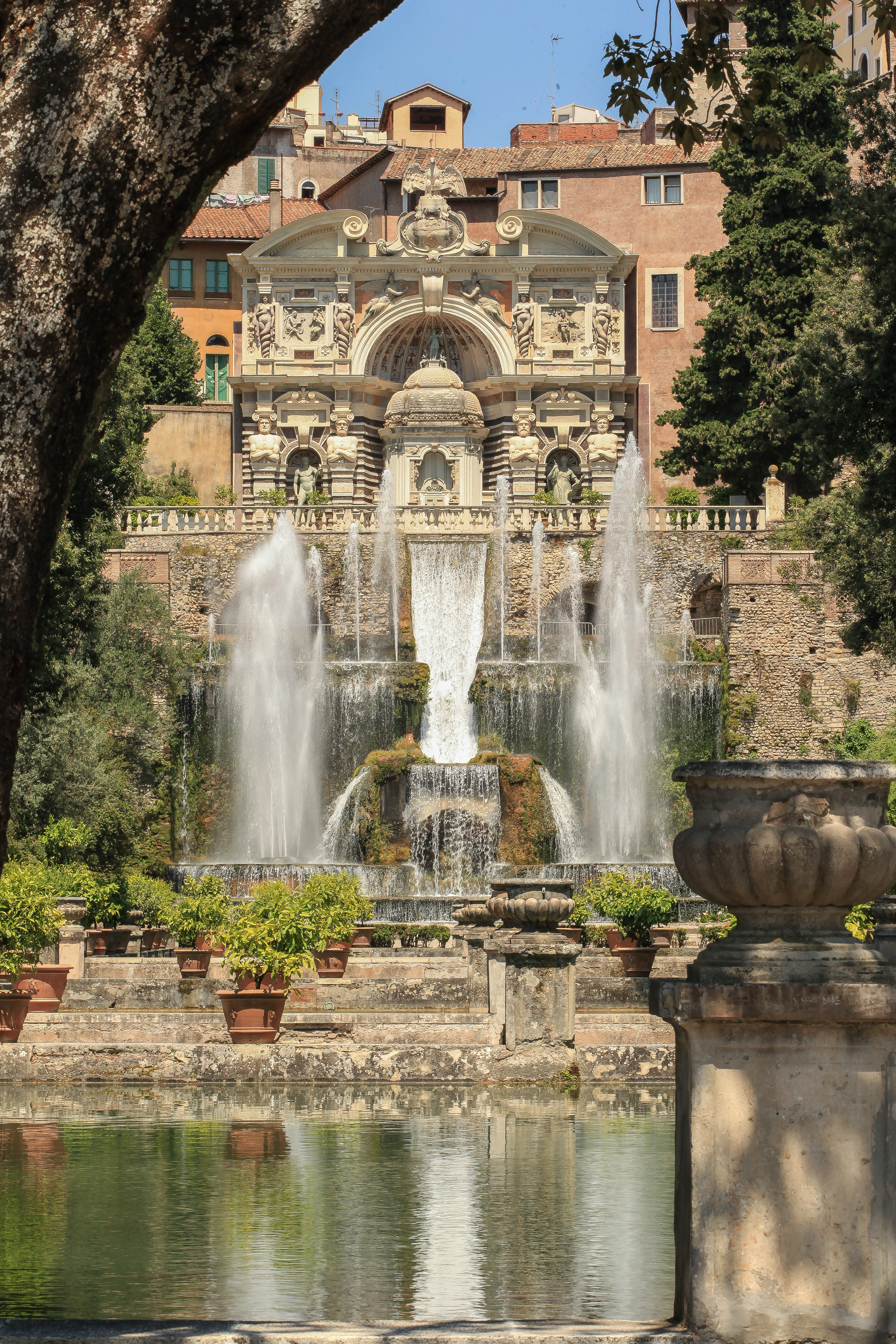
Tivoli, província de Roma - Itália.

| Variação demográfica do município entre 1861 e 2011                               |
|                                                                                   |
| Fonte: Istituto Nazionale di Statistica (ISTAT) - Elaboração gráfica da Wikipedia |

## Influência na toponímia
Diversos sítios já foram nomeados "Tivoli" em homenagem a esta cidade italiana. Por exemplo:
- Tivoli, em Paris
- Tivoli, em Copenhaga
- Tivoli Park (hoje Parque dos Patins), no Rio de Janeiro
- Teatro Tivoli, em Lisboa.
- Tivoli, em São Paulo - Pompeia.
- Parque do Tivoli, em Estrasburgo
- Parque Tivoli, em Liubliana
- Tivoli, cidade do estado de Nova Iorque
- Tivoli, cidade do estado do Texas
- Tivoli, cidade de Granada
- Tivoli Gardens, bairro de Kingston, na Jamaica
- Tivoli-Vauxhall, sala de espetáculos em Paris
- Tivoli Gröna Lund, parque de diversões em Estocolmo
- Lycée Saint-Joseph-de-Tivoli, escola em Bordéus
- Torre de Tivoli, em Valréas, na França
- Estádio Tivoli, em Aachen
- Neuer Tivoli, estádio de futebol em Aachen
- Tivoli Stadion, um estádio em Innsbruck
- Tivoli Friheden, parque de diversões em Aarhus, na Dinamarca
- Tivoli World, parque de diversões em Benalmádena, na Espanha
- Tivoli Hall, complexo esportivo em Liubliana
- Tivoli (Utrecht), casa de espetáculos em Utrecht
- The Tivoli, teatro em Brisbane
- Teatro Tivoli (Aberdeen), em Aberdeen
- Teatro Tivoli (Wimborne Minster), em Wimborne Minster, em Dorset
- Teatro Tivoli (Washington, D.C.), em Washington, D.C.
- Tivoli Theater (Downers Grove, Illinois), cinema em Downers Grove, no Illinois
- Tivoli Theatre (University City, Missouri), cinema em University City, no Missouri
- Tivoli Theatre (Chattanooga, Tennessee), teatro em Chattanooga, no Tennessee
- Tivoli (Cork), um subúrbio de Cork, na Irlanda
- Tivoli (Ipswich), um subúrbio de Ipswich, em Queensland
- Tivoli (Karnataka), uma cidade de Karnataka
- rio Tivoli, rio do Condado de Bryan (Geórgia)

## Personalidades nascidas em Tivoli
- Emilio Gino Segrè (1905-1989), Prémio Nobel de Física de 1959
- Simplício, papa da Igreja Católica Romana